# Aliança das Democracias
A Fundação Aliança das Democracias (AoD) é uma organização sem fins lucrativos dedicada à promoção da democracia e dos mercados livres em todo o mundo. Foi criada em dezembro de 2017 pelo antigo Secretário-Geral da OTAN e antigo Primeiro-Ministro dinamarquês Anders Fogh Rasmussen, juntamente com o empresário Fritz Schur e o advogado Klaus Søgaard.
Segundo o seu fundador, Anders Fogh Rasmussen, os Estados Unidos estão a se retirar-se da cena mundial, deixando para trás um vazio que é preenchido por autocratas como Vladimir Putin, Kim Jong-un e Bashar al-Assad. A democracia está sob pressão do protecionismo, do populismo, do nacionalismo, do terrorismo e da autocracia. Perante este cenário, a fundação Aliança das Democracias procura unir as democracias mundiais. Segundo Rasmussen, a nova aliança de democracias não seria uma nova ONU, mas sim uma organização que a complementaria.
A fundação administra três programas: a Copenhagen Democracy Summit, o Expeditionary Economics Program e a Campaign for Democracy.
O AoD e a consultoria de percepção de marca Latana produzem um estudo anual, o Índice de Percepção da Democracia, sobre como as pessoas em todo o mundo percebem a democracia, publicado antes da Cúpula da Democracia em Copenhague.

## Cúpula da Democracia de Copenhague
A Cúpula da Democracia de Copenhague é uma conferência internacional realizada anualmente em Copenhague durante o verão. A cúpula reúne líderes políticos e empresariais, incluindo chefes de governo atuais e antigos, das democracias do mundo. Paralelamente, uma conferência semelhante é realizada todo inverno em Denver, Colorado, Estados Unidos. Em vista do declínio das democracias liberais em todo o mundo, o objetivo da cúpula é ser um fórum internacional de primeira linha para análise dos desafios econômicos e de segurança enfrentados pelo mundo democrático, bem como um fórum para análise da interação entre tecnologia e normas democráticas.
A primeira Cúpula da Democracia de Copenhague anual ocorreu em Copenhague em 22 de julho de 2018. Entre os participantes estavam o então primeiro-ministro dinamarquês Lars Løkke Rasmussen, Joe Biden, Tony Blair, Stephen Harper, Felipe Calderón, José María Aznar e Toomas Ilves. Um total de 350 participantes de mais de 40 países estiveram presentes. Uma das publicações divulgadas na conferência concluiu que a confiança das pessoas no governo é menor nas democracias do que nos estados não democráticos.
A Cúpula da Democracia de Copenhague de 2020 incluiu uma intervenção do então secretário de Estado dos EUA, Mike Pompeo, dos ex-secretários de Estado dos EUA, John Kerry e Madeleine Albright, e da presidente de Taiwan, Tsai Ing-wen. Em 2021, Zuzana Čaputová, Presidente da Eslováquia, discursou argumentando que a democracia precisa de três linhas básicas de defesa - instituições independentes com funcionários públicos responsáveis, sociedade civil ativa e mídia livre. A Cúpula da Democracia de 2022 foi encerrada pelo ex-presidente dos Estados Unidos, Barack Obama, e discursou a primeira-ministra da Lituânia, Ingrida Šimonytė, a presidente do Parlamento Europeu, Roberta Metsola, e o presidente da Ucrânia, Volodymyr Zelenskyy. Em 2023, os palestrantes incluíram o recém-eleito presidente da Chéquia Petr Pavel, a primeira-ministra da Estônia Kaja Kallas, o presidente da Ucrânia Volodymyr Zelenskyy , o secretário-geral da OTAN Jens Stoltenberg, a ex-primeira-ministra do Reino Unido Liz Truss e a ativista política Bielorrussa Sviatlana Tsikhanouskaya.

## O Programa de Economia Expedicionária
O Programa de Economia Expedicionária tem suas raízes nos esforços dos Estados Unidos durante a Guerra Fria para fortalecer a Europa do pós-guerra e criar um modelo econômico melhor do que o modelo comunista oferecido pela União Soviética. O programa apoia projetos empresariais em estados em desenvolvimento, democracias emergentes e áreas pós-conflito com o objetivo de fortalecer a democracia em estados frágeis por meio do desenvolvimento de uma base econômica local.

## A Campanha pela Democracia
A Campanha pela Democracia busca conectar apoiadores da democracia em todo o mundo e construir um movimento intelectual pela democracia por meio de uma rede de associações locais, presença on-line, envolvimento da mídia e apoio a dissidentes.
À margem da Cúpula da Democracia de Copenhague de 2018, Anders Fogh Rasmussen, juntamente com Michael Chertoff, lançou a Comissão Transatlântica de Integridade Eleitoral, que tem Joe Biden, Nick Clegg, Toomas Ilves e Felipe Calderón entre seus membros. A comissão tem a tarefa de reforçar as defesas das democracias ocidentais contra interferências externas.

## Financiamento
Em 2023, a AoD declarou que era principalmente "financiado por patrocinadores privados, governos e indivíduos". Ele creditou 56 organizações e empresas como apoiadores atuais e antigos. A lista incluía muitas empresas globais de Big Tech e as organizações Atlantic Council, George W. Bush Institute, European Endowment for Democracy, Freedom House, International Republican Institute, National Democratic Institute, Taiwan Foundation for Democracy e The Chicago Council on Global Affairs.